# Alfons František z Thun-Hohensteinu
Hrabě Alfons František z Thun-Hohensteinu a Castell-Brughier (německy Alphons Franz Graf von Thun-Hohenstein, 27. listopadu 1623 nebo 1625, Coredo – 24. srpna 1688, Padova) byl italský šlechtic z významného rodu Thun-Hohensteinů.

## Život
Narodil se jako syn Jiřího Zikmunda z Thun-Hohensteinu / Castell-Brughieru a jeho manželky Marie Barbory z Firmianu. Měl několik sourozenců: Jana Jakuba, Karla Cypriána, Kláru, Markétu Kateřinu, Kryštofa Antonína Šimona (1635-1712), Jana Arbogasta a Jiřího Vigila (1630-1692). Synové Jiřího Zikmunda založili nové rodové větve, z nichž nejdelšího trvání měla právě linie Alfonse Františka.

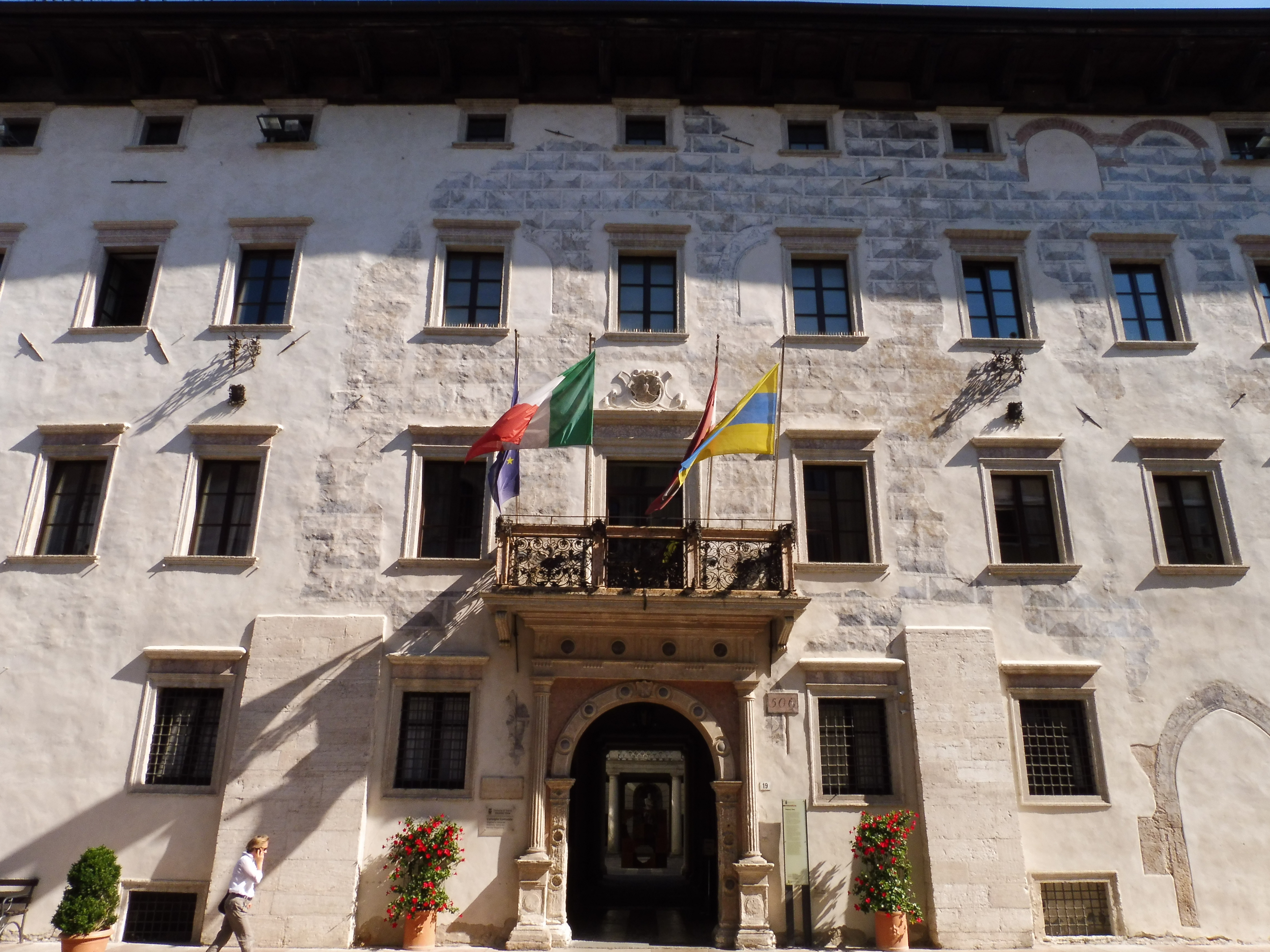
Palazzo Thun na via Belenzani v Tridentu.

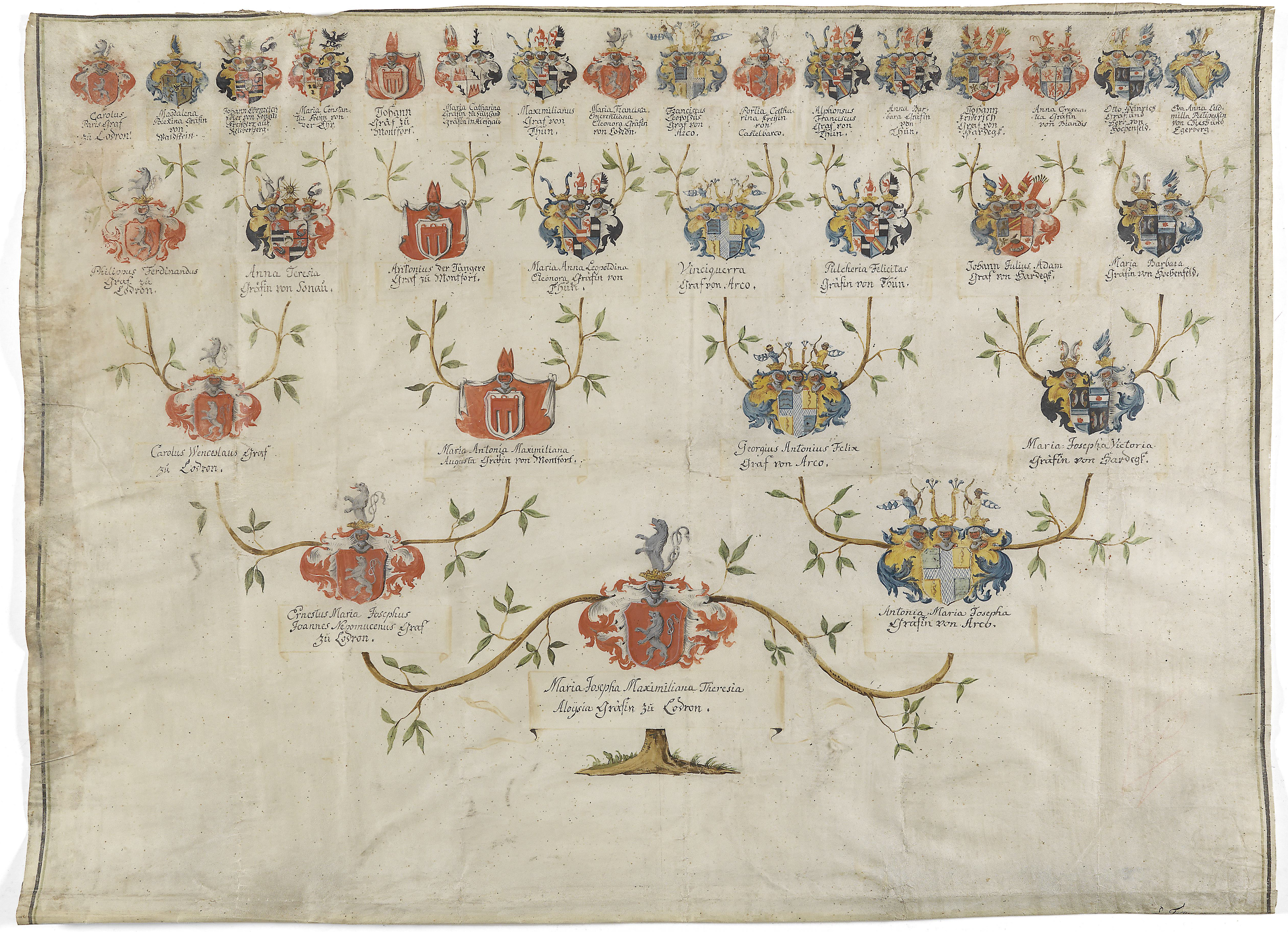
Erb manželů Alfonse Františka a Anny Barbory se objevuje ve 4. generaci Marie Josefy z Lodronu.

Alfons František byl mj. zadavatelem výstavby honosného rodového paláce v Tridentu.

### Manželství a potomstvo
V roce 1647 se oženil s Annou Barborou hraběnkou z Thun-Caldes (1632–1709), dcerou Jan Arbogasta z Thun-Caldes a jeho manželky Judity z Arco. Anna Barbora je popisována jako cnostná a na svou dobu velmi vzdělaná žena. Byla patronkou chudých a vynikající hudebnicí, mistrně ovládala hru na citeru a spinet a udržovala korespondenci s italskými a německými panovníky.
Manželé měli několik dětí, mezi nimi Aloise Arnošta, Josefa Jana Antonína (1662-1728) a dceru Felicitas Pulcherii.
Hrabě Alfons František z Thun-Hohensteinu a Castell-Brughier zemřel 24. srpna 1688 v Padově. Anna Barbora přežila svého manžela o 21 let, zemřela v prosinci roku 1709.